# Palais Kutscherfeld

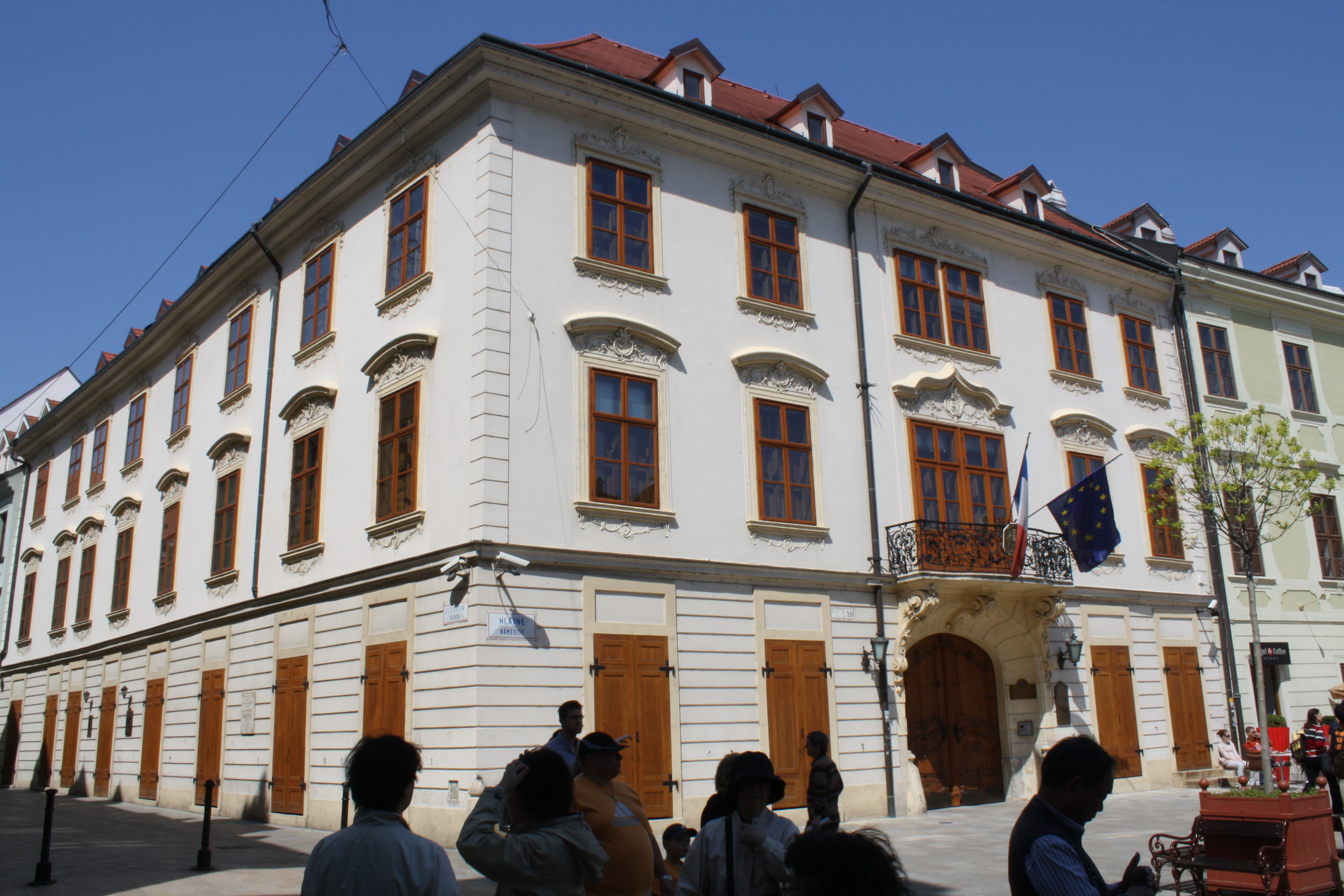
Französische Botschaft im Palais Esterházy

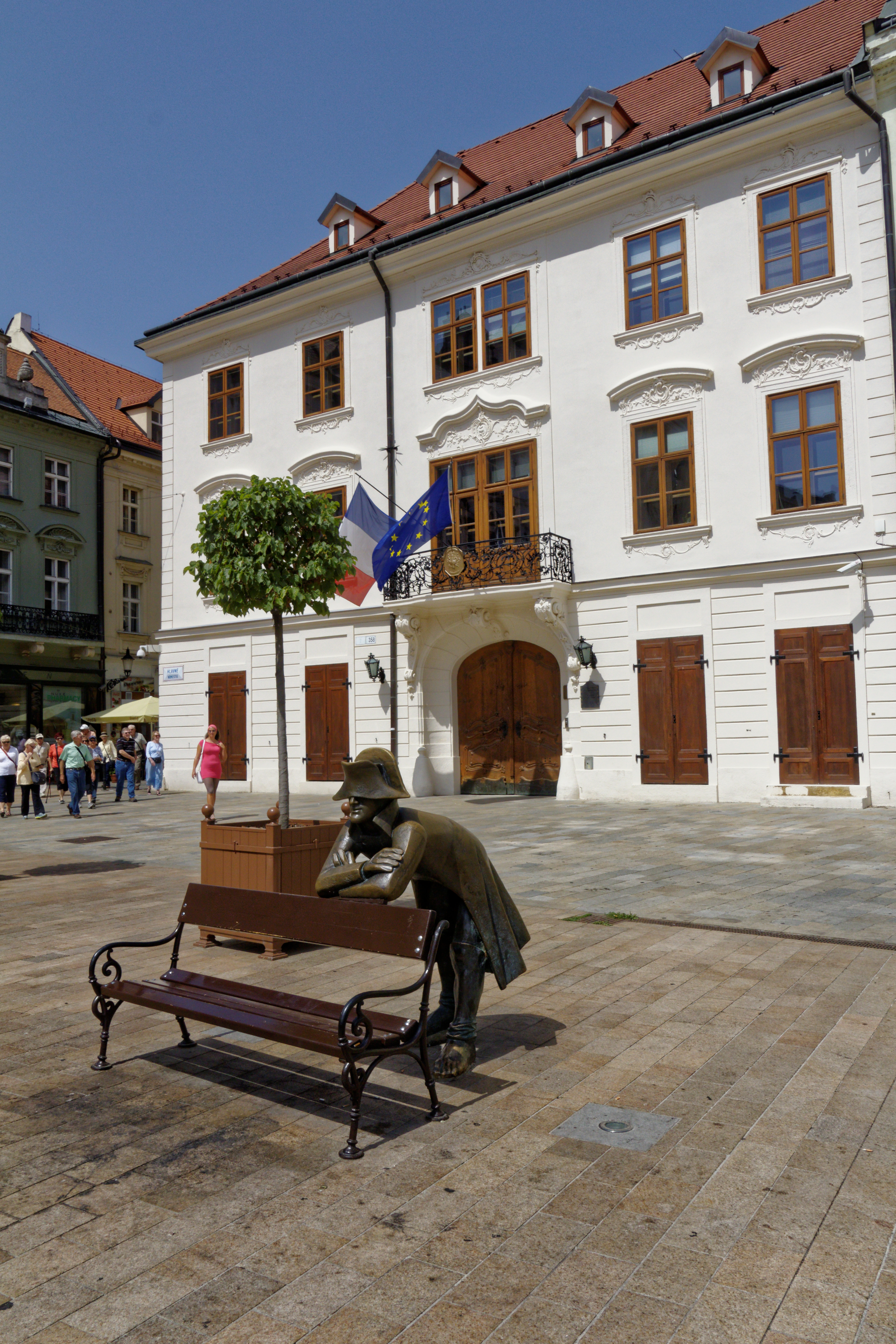
Französische Botschaft und Napoleon

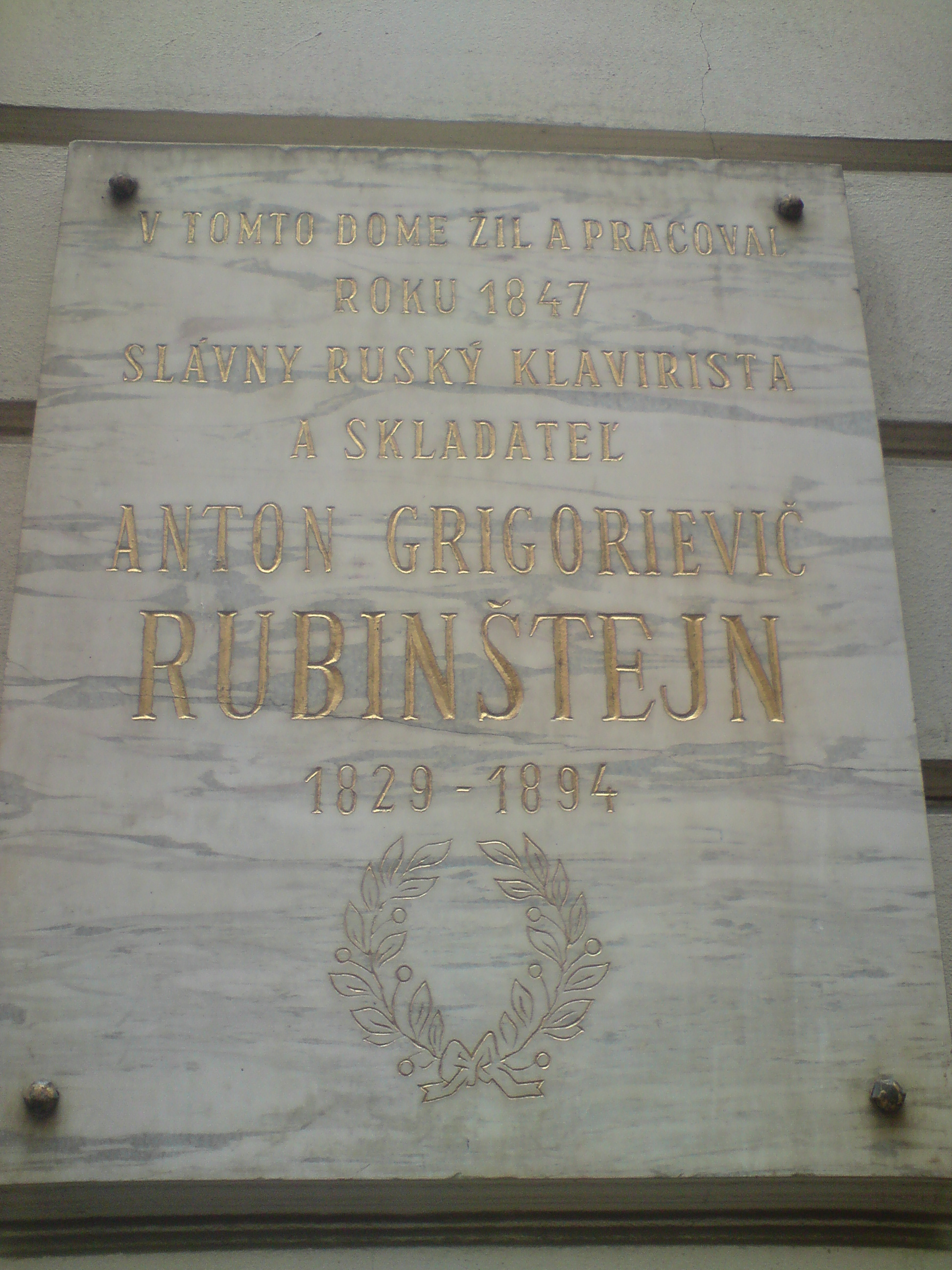
Erinnerungstafel an Anton Rubinstein

Das Palais Kutscherfeld oder Palais Esterházy ist ein Palais auf dem Hauptplatz an der Ecke zur Sedlárska ulica (Sattlergasse) in der Altstadt von Bratislava. Das Gebäude  beherbergt die französische Botschaft und das französische Kulturinstitut in der Slowakei.

## Geschichte
Das Palais Kutscherfeld wurde im Jahr 1762 im Rokokostil anstelle dreier älterer Häuser erbaut. Der Eigentümer war Leopold von Kutscherfeld. Das Palais wurde später von der Familie Esterházy gekauft. Einer der bekanntesten Gäste des Hauses war der russische Pianist Anton Rubinstein, der hier 1847 lebte. Möglicherweise komponierte er hier eines seiner bekanntesten Stücke, die Melodie in F (aus opus 3). Im Palais wurde Graf József Antal Vince Hubert Esterházy de Galántha am 22. Januar 1911 geboren.
Heute beherbergt das Palais die französische Botschaft und das französische Kulturinstitut.